# Editorial Biografías y Vidas
Biografías y Vidas és una casa editora que redacta i edita biografies de particulars i manté l'enciclopèdia biogràfica en línia del mateix nom.
El segell va ser fundat el 2002 pel bibliògraf i documentalista Tomás Fernández. Dos anys després, el gener de 2004, l'editorial va publicar a Internet l'enciclopèdia biogràfica Biografías y Vidas. El 2007 el fundador va assumir la gestió dels serveis d'edició privada, deixant la direcció de l'empresa en mans del filòleg Miguel Ruiza.
L'enciclopèdia Biografías y Vidas és una col·lecció de milers de biografies de personatges històrics i actuals. Cada biografia va il·lustrada amb una imatge del seu protagonista. En la secció anomenada «Monografías» s'aprofundeix en figures històriques amb articles extensos sobre la seva trajectòria i realitzacions, complementats amb cronologies, galeries fotogràfiques i vídeos; una altra secció similar a aquesta s'ocupa de personatges actuals. La fiabilitat d'aquesta obra de consulta ha estat equiparada a la d'altres enciclopèdies digitals.
L'editorial ha desenvolupat un servei de redacció i edició de biografies de particulars per encàrrec. Un redactor de l'editorial s'ocupa d'escriure el text partint d'entrevistes al mateix client o bé d'altres testimonis o documents. L'obra resultant passa a integrar-se a la col·lecció privada Fe de Vida. El servei, anomenat «La vida en un llibre», s'ofereix en llengües catalana i castellana.